# 乌尤德沃尔
乌尤德沃尔，是匈牙利佐洛州所辖的一个村，总面积16.31平方公里，总人口923，人口密度56.6人/平方公里（2010年1月1日）。